# Coppa di Turchia 2012-2013 (pallavolo femminile)
La Coppa di Turchia 2013-2014 si è svolta dal 6 ottobre 2012 al 24 febbraio 2013: al torneo hanno partecipato 24 squadre di club turche e la vittoria finale è andata per la quarta volta al VakıfBank.

## Regolamento
La competizione prevede che le squadre partecipanti prendano parte ad un primo turno a gironi, dove le prime due classificare di ciascun girone da quattro squadre superano il turno, accedendo agli ottavi di finale in gara secca, nei quali entrano in gioco anche le migliori otto formazioni provenienti dalla massima serie. In seguito si disputano i quarti di finale in gare di andata e ritorno, con le quattro formazioni qualificate alla Final-four che si sfidano in un round-robin, che decreta la vincitrice del torneo.

## Squadre partecipanti
| - Ankaragücü - Arkas - Beşiktaş - Bolu - Bursa BB - Çanakkale | - Çankaya - Eczacıbaşı - Ereğli - Fenerbahçe - Galatasaray - Halkbank | - İdman Ocağı - İlbank - Karşıyaka - Karayolları - Nilüfer - Pursaklar | - Salihli - Sarıyer - Şişli - TED Ankara - VakıfBank - Yeşilyurt |

## Torneo

### Primo turno

#### Girone A

##### Risultati
| 6 ottobre 2012 Trabzon 19 Mayıs Spor Salonu, Trebisonda Durata: - Spettatori: | Beşiktaş    | -     | Pursaklar   | [ 1 ]                      |
| 6 ottobre 2012 Trabzon 19 Mayıs Spor Salonu, Trebisonda Durata: - Spettatori: | Halkbank    | 3 - 1 | İdman Ocağı | 25-20, 25-23, 12-25, 25-22 |
| 7 ottobre 2012 Trabzon 19 Mayıs Spor Salonu, Trebisonda Durata: - Spettatori: | Pursaklar   | -     | Halkbank    | [ 1 ]                      |
| 7 ottobre 2012 Trabzon 19 Mayıs Spor Salonu, Trebisonda Durata: - Spettatori: | İdman Ocağı | 0 - 3 | Beşiktaş    | 17-25, 23-25, 13-25        |
| 8 ottobre 2012 Trabzon 19 Mayıs Spor Salonu, Trebisonda Durata: - Spettatori: | Beşiktaş    | 3 - 1 | Halkbank    | 24-26, 25-10, 25-15, 25-20 |
| 8 ottobre 2012 Trabzon 19 Mayıs Spor Salonu, Trebisonda Durata: - Spettatori: | İdman Ocağı | -     | Pursaklar   | [ 1 ]                      |

##### Classifica
| Pos. | Squadra     | Pt | G | V | P | SV | SP | Ratio | PF | PS | Ratio |
| ---- | ----------- | -- | - | - | - | -- | -- | ----- | -- | -- | ----- |
| 1    | Beşiktaş    | -  | 3 | - | - | -  | -  | -     | -  | -  | -     |
| 2    | Halkbank    | -  | 3 | - | - | -  | -  | -     | -  | -  | -     |
| 3    | İdman Ocağı | -  | 3 | - | - | -  | -  | -     | -  | -  | -     |
| 4    | Pursaklar   | -  | 3 | - | - | -  | -  | -     | -  | -  | -     |

#### Girone B

##### Risultati
| 6 ottobre 2012 Beştepe Spor Salonu, Ankara Durata: - Spettatori: | Ereğli     | -     | Şişli      | [ 1 ]                            |
| 6 ottobre 2012 Beştepe Spor Salonu, Ankara Durata: - Spettatori: | Karşıyaka  | 3 - 0 | Ankaragücü | 25-16, 25-11, 25-11              |
| 7 ottobre 2012 Beştepe Spor Salonu, Ankara Durata: - Spettatori: | Şişli      | -     | Karşıyaka  | [ 1 ]                            |
| 7 ottobre 2012 Beştepe Spor Salonu, Ankara Durata: - Spettatori: | Ankaragücü | 0 - 3 | Ereğli     | 14-25, 7-25, 8-25                |
| 8 ottobre 2012 Beştepe Spor Salonu, Ankara Durata: - Spettatori: | Ereğli     | 3 - 2 | Karşıyaka  | 25-22, 23-25, 25-13, 23-25, 15-7 |
| 8 ottobre 2012 Beştepe Spor Salonu, Ankara Durata: - Spettatori: | Ankaragücü | -     | Şişli      | [ 1 ]                            |

##### Classifica
| Pos. | Squadra    | Pt | G | V | P | SV | SP | Ratio | PF | PS | Ratio |
| ---- | ---------- | -- | - | - | - | -- | -- | ----- | -- | -- | ----- |
| 1    | Ereğli     | -  | 3 | - | - | -  | -  | -     | -  | -  | -     |
| 2    | Karşıyaka  | -  | 3 | - | - | -  | -  | -     | -  | -  | -     |
| 3    | Ankaragücü | -  | 3 | - | - | -  | -  | -     | -  | -  | -     |
| 4    | Şişli      | -  | 3 | - | - | -  | -  | -     | -  | -  | -     |

#### Girone C

##### Risultati
| 6 ottobre 2012 İzmir Atatürk Spor Salonu, Smirne Durata: - Spettatori: | Sarıyer | 3 - 1 | Salihli | 24-26, 25-19, 25-16, 25-23 |
| 6 ottobre 2012 İzmir Atatürk Spor Salonu, Smirne Durata: - Spettatori: | Çankaya | 3 - 0 | Arkas   | 28-26, 27-25, 25-22        |
| 7 ottobre 2012 İzmir Atatürk Spor Salonu, Smirne Durata: - Spettatori: | Salihli | 3 - 0 | Çankaya | 25-14, 25-23, 25-12        |
| 7 ottobre 2012 İzmir Atatürk Spor Salonu, Smirne Durata: - Spettatori: | Arkas   | 1 - 3 | Sarıyer | 8-25, 13-25, 25-22, 15-25  |
| 8 ottobre 2012 İzmir Atatürk Spor Salonu, Smirne Durata: - Spettatori: | Sarıyer | 3 - 0 | Çankaya | 25-15, 25-20, 25-17        |
| 8 ottobre 2012 İzmir Atatürk Spor Salonu, Smirne Durata: - Spettatori: | Arkas   | 0 - 3 | Salihli | 21-25, 21-25, 14-25        |

##### Classifica
| Pos. | Squadra | Pt | G | V | P | SV | SP | Ratio | PF | PS | Ratio |
| ---- | ------- | -- | - | - | - | -- | -- | ----- | -- | -- | ----- |
| 1    | Sarıyer | 9  | 3 | 3 | 0 | 9  | 2  | 4,500 | -  | -  | -     |
| 2    | Salihli | 6  | 3 | 2 | 1 | 7  | 3  | 2,333 | -  | -  | -     |
| 3    | Çankaya | 3  | 3 | 1 | 2 | 3  | 6  | 0,500 | -  | -  | -     |
| 4    | Arkas   | 0  | 3 | 0 | 3 | 1  | 9  | 0,111 | -  | -  | -     |

#### Girone D

##### Risultati
| 6 ottobre 2012 18 Mart Spor Salonu, Çanakkale Durata: - Spettatori: | Bursa BB    | 3 - 0 | Bolu        | 25-13, 25-6, 25-12               |
| 6 ottobre 2012 18 Mart Spor Salonu, Çanakkale Durata: - Spettatori: | Karayolları | 2 - 3 | Çanakkale   | 21-25, 25-21, 28-26, 19-25, 4-15 |
| 7 ottobre 2012 18 Mart Spor Salonu, Çanakkale Durata: - Spettatori: | Bolu        | 0 - 3 | Karayolları | 9-25, 13-25, 24-26               |
| 7 ottobre 2012 18 Mart Spor Salonu, Çanakkale Durata: - Spettatori: | Çanakkale   | 1 - 3 | Bursa BB    | 22-25, 21-25, 28-26, 14-25       |
| 8 ottobre 2012 18 Mart Spor Salonu, Çanakkale Durata: - Spettatori: | Bursa BB    | 3 - 0 | Karayolları | 25-23, 25-16, 25-15              |
| 8 ottobre 2012 18 Mart Spor Salonu, Çanakkale Durata: - Spettatori: | Çanakkale   | 3 - 0 | Bolu        | 25-14, 25-14, 25-8               |

##### Classifica
| Pos. | Squadra     | Pt | G | V | P | SV | SP | Ratio | PF | PS | Ratio |
| ---- | ----------- | -- | - | - | - | -- | -- | ----- | -- | -- | ----- |
| 1    | Bursa BB    | 9  | 3 | 3 | 0 | 9  | 1  | 9,000 | -  | -  | -     |
| 2    | Çanakkale   | 5  | 3 | 2 | 1 | 7  | 5  | 1,400 | -  | -  | -     |
| 3    | Karayolları | 4  | 3 | 1 | 2 | 5  | 6  | 0,833 | -  | -  | -     |
| 4    | Bolu        | 0  | 3 | 0 | 3 | 0  | 9  | 0,000 |    |    |       |

### Ottavi di finale
| 28 novembre 2012 Başkent Voleybol Salonu, Ankara Durata: 2h:14 - Spettatori:                | İlbank      | 2 - 3 | Ereğli     | 25-23, 20-25, 20-25, 25-21, 14-16 |
| 28 novembre 2012 18 Mart Spor Salonu, Çanakkale Durata: - Spettatori:                       | Çanakkale   | -     | Karşıyaka  | [ 1 ]                             |
| 28 novembre 2012 Burhan Felek Spor Salonu, Istanbul Durata: 1h:11 - Spettatori:             | VakıfBank   | 3 - 0 | TED Ankara | 25-13, 25-17, 25-22               |
| 28 novembre 2012 Burhan Felek Spor Salonu, Istanbul Durata: 1h:48 - Spettatori:             | Galatasaray | 3 - 1 | Fenerbahçe | 25-17, 25-22, 18-25, 25-22        |
| 28 novembre 2012 Bahçeköy Orman Fakültesi Spor Salonu, Istanbul Durata: 1h:59 - Spettatori: | Sarıyer     | 1 - 3 | Bursa BB   | 22-25, 25-22, 23-25, 23-25        |
| 28 novembre 2012 Yeşilyurt Spor Salonu, Istanbul Durata: 1h:07 - Spettatori:                | Yeşilyurt   | 3 - 0 | Nilüfer    | 25-20, 25-23, 25-14               |
| 28 novembre 2012 Salihli Kapalı Spor Salonu, Manisa Durata: - Spettatori:                   | Salihli     | -     | Halkbank   | [ 1 ]                             |
| 29 novembre 2012 Eczacıbaşı Spor Salonu, Istanbul Durata: 1h:45 - Spettatori:               | Eczacıbaşı  | 3 - 1 | Beşiktaş   | 25-14, 25-22, 25-27, 25-15        |

### Quarti di finale

#### Andata
| 17 dicembre 2012 Ereğli Atatürk Spor Salonu, Konya Durata: - Spettatori:        | Ereğli      | -     | Eczacıbaşı | [ 1 ]               |
| 18 dicembre 2012 Burhan Felek Spor Salonu, Istanbul Durata: 1h:02 - Spettatori: | VakıfBank   | 3 - 0 | Yeşilyurt  | 25-8, 25-15, 25-17  |
| 19 dicembre 2012 Bursa Atatürk Spor Salonu, Bursa Durata: 1h:24 - Spettatori:   | Bursa BB    | 3 - 0 | Karşıyaka  | 25-20, 26-24, 25-21 |
| 19 dicembre 2012 Burhan Felek Spor Salonu, Istanbul Durata: 1h:19 - Spettatori: | Galatasaray | 3 - 0 | Salihli    | 25-23, 25-21, 25-22 |

#### Ritorno
| 20 dicembre 2012 Burhan Felek Spor Salonu, Istanbul Durata: 1h:29 - Spettatori: | Eczacıbaşı | 3 - 1 | Ereğli      | 25-14, 25-22, 25-27, 25-15 |
| 3 gennaio 2013 Yeşilyurt Spor Salonu, Istanbul Durata: 1h:04 - Spettatori:      | Yeşilyurt  | 0 - 3 | VakıfBank   | 20-25, 14-25, 8-25         |
| 3 gennaio 2013 Karşıyaka Spor Salonu, Smirne Durata: - Spettatori:              | Karşıyaka  | -     | Bursa BB    | [ 1 ]                      |
| 3 gennaio 2013 Salihli Kapalı Spor Salonu, Manisa Durata: - Spettatori:         | Salihli    | -     | Galatasaray | [ 1 ]                      |

### Final-four

#### Risultati
| 22 febbraio 2013 Başkent Voleybol Salonu, Ankara Durata: 1h:06 - Spettatori: | VakıfBank   | 3 - 0 | Karşıyaka   | 25-9, 25-17, 25-17         |
| 22 febbraio 2013 Başkent Voleybol Salonu, Ankara Durata: 1h:17 - Spettatori: | Eczacıbaşı  | 3 - 0 | Galatasaray | 25-21, 25-17, 25-21        |
| 23 febbraio 2013 Başkent Voleybol Salonu, Ankara Durata: 1h:13 - Spettatori: | Karşıyaka   | 0 - 3 | Eczacıbaşı  | 16-25, 20-25, 14-25        |
| 23 febbraio 2013 Başkent Voleybol Salonu, Ankara Durata: 1h:45 - Spettatori: | Galatasaray | 1 - 3 | VakıfBank   | 17-25, 23-25, 25-23, 14-25 |
| 24 febbraio 2013 Başkent Voleybol Salonu, Ankara Durata: 1h:16 - Spettatori: | Galatasaray | 3 - 0 | Karşıyaka   | 25-19, 25-18, 25-14        |
| 24 febbraio 2013 Başkent Voleybol Salonu, Ankara Durata: 1h:25 - Spettatori: | VakıfBank   | 3 - 0 | Eczacıbaşı  | 25-17, 25-12, 25-23        |

#### Classifica
| Pos. | Squadra     | Pt | G | V | P | SV | SP | Ratio | PF | PS | Ratio |
| ---- | ----------- | -- | - | - | - | -- | -- | ----- | -- | -- | ----- |
| 1    | VakıfBank   | 9  | 3 | 3 | 0 | 9  | 1  | 9,000 | -  | -  | -     |
| 2    | Eczacıbaşı  | 6  | 3 | 2 | 1 | 6  | 3  | 2,000 | -  | -  | -     |
| 3    | Galatasaray | 3  | 3 | 1 | 2 | 4  | 6  | 0,666 | -  | -  | -     |
| 4    | Karşıyaka   | 0  | 3 | 0 | 3 | 0  | 9  | 0,000 | -  | -  | -     |